# Kuroi ame
Kuroi ame (黒い雨, lit. ‘Pluja negra’) és una pel·lícula dramàtica japonesa de 1989 dirigida per Shohei Imamura i basada en la novel·la homònima de Masuji Ibuse. L'argument està centrat en els efectes causats per la bomba atòmica d'Hiroshima. El seu títol fa referència al Concepte de "Pluja negra" utilitzat pels supervivents de la catàstrofe per a referir-se a una de les conseqüències d'aquesta guerra nuclear, en aquest cas en forma de precipitació nociva.

## Argument
La pel·lícula comença en 1945, poc abans dels bombardejos sobre Hiroshima i Nagasaki. Quan es produeix una gegantesca explosió visible des d'un poblat de la prefectura d'Hiroshima, Shizuma Shigematsu (Kazuo Kitamura) i la seva família, entre qui es troba Yasuko (Yoshiko Tanaka) s'acosten al lloc de l'incident mantenint-se a una distància prudencial mentre els cau del cel una pluja negrosa que els impregna la pell sense ser conscients de les greus conseqüències.
Quan Shigematsu i la seva esposa Shigeko (Etsuko Ichihara) desitgen que Yasuko trobi un espòs, aquesta última es veu rebutjada per diversos homes davant la possibilitat que estigui contaminada a causa de l'estranya precipitació.
A mesura que avança la trama, Shigematsu veu com la seva família i amics supervivents comencen a sucumbir a les malalties per radiació al mateix temps que Yasuko li demana la mà a Yuichi (Keisuke Ishida), qui pateix d'estrès posttraumàtic a causa de la guerra.

## Repartiment
- Yoshiko Tanaka - Yasuko.
- Kazuo Kitamura - Shigematsu Shizuma.
- Etsuko Ichihara - Shigeko Shizuma.
- Shōichi Ozawa - Shokichi.
- Norihei Miki - Kotaro.
- Keisuke Ishida - Yuichi.
- Hisako Hara - Kin.
- Masato Yamada - Tatsu.
- Taiji Tonoyama

## Premis
- 42è Festival Internacional de Cinema de Canes: Jurat Ecumènic - Menció especial[4]
- 35a edició dels Premis Sant Jordi de Cinematografia: Millor pel·lícula estrangera[5]
- 1990 Nippon Akademī-shō: millor pel·lícula
- 1990 Premis Kinema Junpō: millor pel·lícula